# Hoogkoutermolen
De Hoogkoutermolen (ook wel de reus van Horebeke genoemd) is een stenen windmolen met witgeschilderde romp in de Vlaamse Ardennen de Oost-Vlaamse gemeente Sint-Kornelis-Horebeke (Horebeke). Vroeger stond hier een staakmolen die in 1816-1818 werd herbouwd tot bakstenen grondzeiler als graanmolen en oliemolen. De molen is nu ingericht als vakantiewoning. Sinds 1983 is de Hoogkoutermolen beschermd als monument.